# Robert du Parc

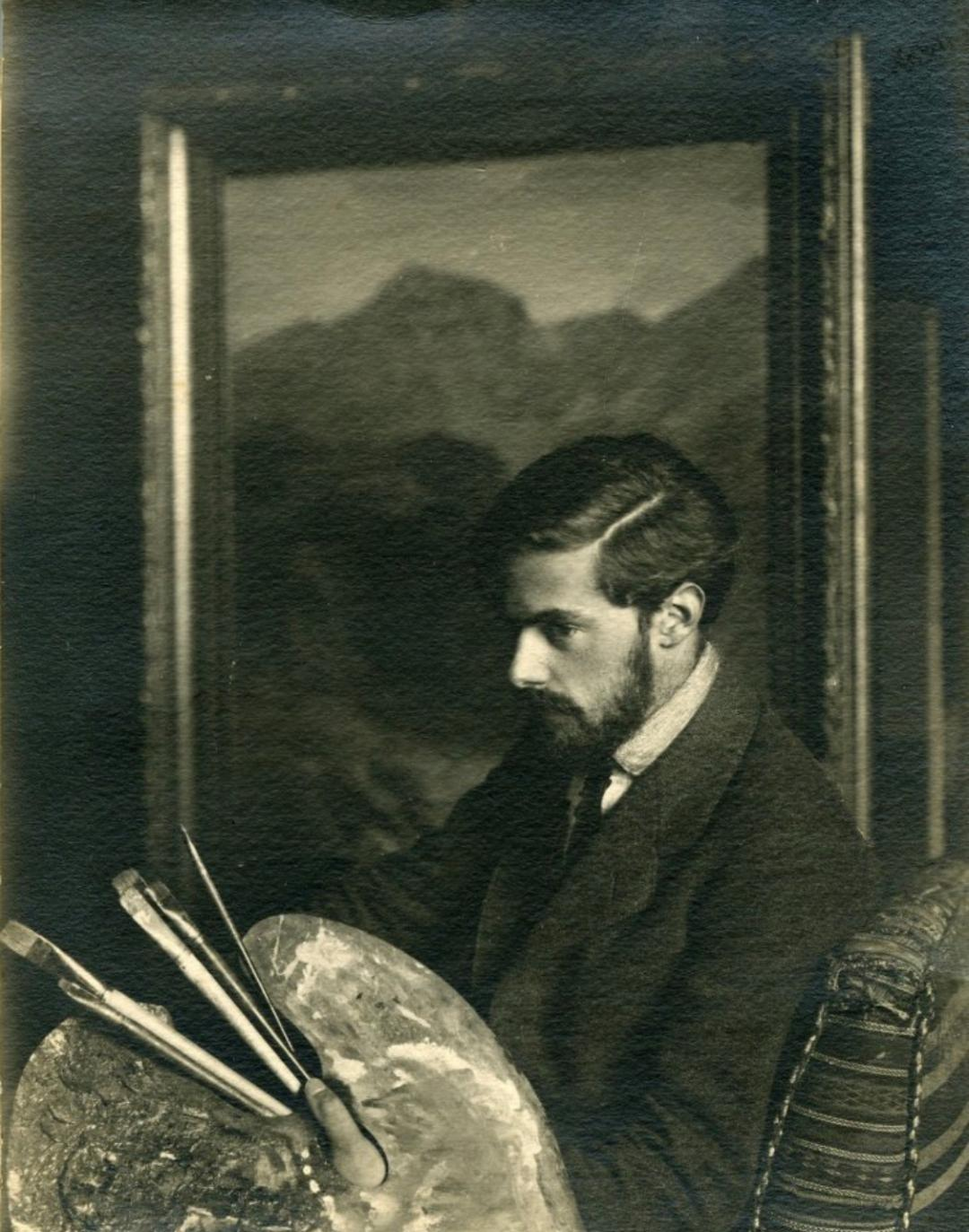
Robert du Parc, 1919

Robert du Parc, auch Graf Robert du Parc-Locmaria (* 27. April 1889 in Klagenfurt; † 22. September 1979 in Meran), war ein Südtiroler Maler, Zeichner, Grafiker und Bildhauer des Symbolismus. Als Maler war er Autodidakt.

## Leben
Robert du Parc war der Sohn des Grafen Camille du Parc-Locmaria und der Gräfin Anna geborene von Bocholtz-Asseburg, verwitwete Wolff-Metternich. Er wuchs im Schloss Rubein in Meran auf. Die Familie du Parc Locmaria zählt zu den ältesten bretonisch-französischen Adelsfamilien. Früh zeigte er Interesse am Malen und Zeichnen sowie an Kunst und Musik. Nach dem Besuch des von Jesuiten gegründeten Gymnasiums Stella Matutina in Feldkirch in Vorarlberg lebte er weiterhin im Schloss Rubein. Wiederholt führten ihn Reisen nach Frankreich, wo er Anregungen durch die Werke des Landschaftsmalers Laurent Guétal erhielt, sowie nach Westfalen.
Er war eng verbunden mit dem 1906 gegründeten Meraner Künstlerbund, in dem Leo Putz, Eduard Thöny, Franz Defregger, Thomas Riss und Orazio Gaigher die Einflüsse bündelten, die sie auf ihren Studienreisen zur europäischen Kunst des 20. Jahrhunderts gesammelt hatten. 1927 unternahm du Parc eine Studienreise nach Frankreich; dort beeindruckten ihn die Arbeiten von Paul Cézanne. Weitere Reisen führten nach Italien; in Florenz ließ er sich zum Violinisten ausbilden. In seinem Atelier im Turm von Schloss Rubein besuchten ihn Künstler wie der Maler Hans Weber-Tyrol, der Dirigent Gilbert Graf Gravina sowie der Erzähler Fritz von Herzmanovsky-Orlando.
Während eines Konzerts in Meran lernte du Parc die Pianistin Lilo Martin kennen, die er 1944 heiratete. Sie war das Modell vieler seiner Gemälde. Das Paar hatte eine Tochter, Eliane du Parc, die spätere Schlossherrin von Schloss Gymnich und Schloss Rubein.

## Werk
Du Parc ist einer der Hauptvertreter der Spätsymbolisten und der Südtiroler Landschaftsmalerei, der mit der dominierenden akademischen Malerei und dem vorherrschenden Naturalismus brach. Zu den bedeutendsten Werken gehören die acht Varianten der Weissen Pfauen. Das Bildmotiv ist nicht nur sein bekanntestes, sondern hatte zugleich eine sehr vielfältige und andauernde Wirkungsgeschichte, deren tiefgreifende symbolische Mystik verschiedene Autoren analysierten. Du Parc war fasziniert von der mythologischen Bedeutung der Pfauen, die ein Symbol der Mondgöttin Hera, Beschützerin der Frauen und Familie, waren. Du Parc ist auch bekannt für seine mystischen Landschaftsmalereien wie das Gemälde Schloss Rubein im Nebel. Einen Teil seiner frühen Landschaftsgemälden zerstörte er während einer depressiven Lebensphase selbst.
1924 und 1926 beteiligte sich du Parc an der Biennale d'arte della Venezia tridentina, einer regionalen Ausstellung in Bozen.
Im Jahr 2006 wurde im Kurhaus Meran eine Gemäldeausstellung mit seinen Werken gezeigt.